# Liste der Kulturdenkmäler in Windesheim
In der Liste der Kulturdenkmäler in Windesheim sind alle Kulturdenkmäler der rheinland-pfälzischen Ortsgemeinde Windesheim aufgeführt. Grundlage ist die Denkmalliste des Landes Rheinland-Pfalz (Stand: 2. August 2023).

## Denkmalzonen
| Bezeichnung                    | Lage                           | Baujahr | Beschreibung                                                   | Bild |
| ------------------------------ | ------------------------------ | ------- | -------------------------------------------------------------- | ---- |
| Denkmalzone Jüdischer Friedhof | östlich des Ortes im Wald Lage | 1800    | 1800 (?) angelegtes Areal mit 20 Grabsteinen von 1867 bis 1927 | BW   |

## Einzeldenkmäler
| Bezeichnung                                            | Lage                                      | Baujahr                                   | Beschreibung | Bild |
| ------------------------------------------------------ | ----------------------------------------- | ----------------------------------------- | --- | ---- |
| Bahnhof Windesheim                                     | Bahnhofstraße 4 Lage                      | um 1903                                   | Empfangsgebäude mit Renaissancemotiven, um 1903, Fachwerk-Güterschuppen                                                                                         | BW   |
| Katholisches Pfarrhaus                                 | Bergstraße 22 Lage                        | 1835–1838                                 | ehemals auch katholisches Schulhaus; langgestreckter klassizistischer Putzbau, bezeichnet 1835–1838                                                             | BW   |
| Katholische Pfarrkirche Unbefleckte Empfängnis Mariens | Bergstraße 24 Lage                        | 1897/98                                   | neuspätgotischer Bruchsteinbau, 1897/98, Architekt Ludwig Becker, Mainz                                                                                         | BW   |
| Hofanlage                                              | Bruchgasse 9 Lage                         | um 1700                                   | Hofanlage; barockes Fachwerkhaus, teilweise massiv, um 1700, Fachwerkscheune                                                                                    | BW   |
| Wohnhaus                                               | Graußengarten 2 Lage                      | erste Hälfte des 18. Jahrhunderts         | spätbarockes Fachwerkhaus, teilweise massiv, erste Hälfte des 18. Jahrhunderts (?), Anbau bezeichnet 1783                                                       | BW   |
| Hofanlage                                              | Hauptstraße 4 Lage                        | zweite Hälfte des 18. und 19. Jahrhundert | Hofanlage, zweite Hälfte des 18. und 19. Jahrhundert; spätbarockes Fachwerkhaus, bezeichnet 1789                                                                | BW   |
| Hofanlage                                              | Hauptstraße 6 Lage                        | 18. Jahrhundert                           | Hofanlage; barockes Fachwerkhaus, 18. Jahrhundert | BW   |
| Wohnhaus                                               | Hauptstraße 14 Lage                       | 1792                                      | klassizistischer Krüppelwalmdachbau, Fachwerk verputzt, bezeichnet 1792                                                                                         | BW   |
| Wohnhaus                                               | Hauptstraße 17 Lage                       | Ende des 17. Jahrhunderts                 | barockes Fachwerkhaus, teilweise massiv, Ende des 17. Jahrhunderts                                                                                              | BW   |
| Wohnhaus                                               | Hauptstraße 18 Lage                       | 1791                                      | spätbarockes Fachwerkhaus, teilweise massiv, bezeichnet 1791 | BW   |
| Evangelische Pfarrkirche                               | Kirchgasse Lage                           | Mitte des 12. Jahrhunderts                | ehemals St. Michael; romanischer Westturm, Mitte des 12. Jahrhunderts (?), gotischer Chor, spätgotisches Langhaus, bezeichnet 1517, barocker Umbau, 1778/79     | BW   |
| Evangelisches Pfarrhaus                                | Kirchgasse 4 Lage                         | 1771                                      | ehemaliges evangelisches Pfarrhaus; spätbarocker Krüppelwalmdachbau, bezeichnet 1771; Grabplatte, 16. Jahrhundert                                               | BW   |
| Grabmal                                                | Kreuznacher Straße, auf dem Friedhof Lage | um 1840                                   | Grabmal Dheil, klassizistisches Grabmal, um 1840 | BW   |
| Wohnhaus                                               | Kreuznacher Straße 1 Lage                 |                                           | im Kern barockes Fachwerk-Wohnhaus, im 19. und 20. Jahrhundert verändert                                                                                        | BW   |
| Schulhaus                                              | Kreuznacher Straße 12 Lage                | um 1910                                   | ehemaliges Schulhaus; eingeschossiger Mansarddachbau, Heimatstil, um 1910                                                                                       | BW   |
| Gasthaus „Zur Stadt Kreuznach“                         | Kreuznacher Straße 19 Lage                | um 1850                                   | Vierflügelanlage, um 1850; spätklassizistischer Krüppelwalmdachbau, Wirtschaftsgebäude teilweise Fachwerk                                                       | BW   |
| Wohnhaus                                               | Lindenstraße 1 Lage                       | erste Hälfte des 18. Jahrhunderts         | barockes Fachwerkhaus, teilweise massiv, erste Hälfte des 18. Jahrhunderts, überformt um die Mitte des 19. Jahrhunderts                                         | BW   |
| Hofanlage                                              | Lindenstraße 4 Lage                       | Mitte des 19. Jahrhunderts                | spätklassizistischer Vierseithof, Mitte des 19. Jahrhunderts | BW   |
| Wohnhaus                                               | Lindenstraße 5 Lage                       | erste Hälfte des 18. Jahrhunderts         | barockes Fachwerkhaus, teilweise massiv, erste Hälfte des 18. Jahrhunderts                                                                                      | BW   |
| Wohnhaus                                               | Lindenstraße 7 Lage                       | 18. Jahrhundert                           | barockes Fachwerkhaus, teilweise massiv, 18. Jahrhundert, Erdgeschossfenster um 1770, klassizistische Haustür bezeichnet 1841, Werkstein-Spolie bezeichnet 1582 | BW   |
| Rathaus                                                | Rathausplatz 1/3 Lage                     | um 1850                                   | Rundbogenstil, um 1850; etwas versetzt unmittelbar anschließend barocker Fachwerkbau, teilweise massiv, Krüppelwalmdach, Ende des 18. Jahrhunderts              | BW   |

## Ehemalige Kulturdenkmäler
| Bezeichnung | Lage                    | Baujahr         | Beschreibung                                                                            | Bild |
| ----------- | ----------------------- | --------------- | --------------------------------------------------------------------------------------- | ---- |
| Wohnhaus    | Lindenstraße 21/23 Lage | 17. Jahrhundert | barockes Fachwerkhaus, teilweise massiv, 17. Jahrhundert (?); aus Denkmalliste gelöscht | BW   |